# Hosanna (roman)
Pour les articles homonymes, voir Hosanna (homonymie).
Hosanna est un roman de Jacques Chessex paru de manière posthume aux éditions Grasset le 3 avril 2013, plus de trois ans après le décès de son auteur,,.

## Résumé
Hosanna est le récit, après la mort du voisin du narrateur, de son enterrement dans le petit cimetière du village. À l'occasion de la cérémonie œcuménique qui se déroule dans l'église, l'écrivain se remémore subitement d'autres morts, dont en particulier le suicide d'un ancien étudiant – le Visage, Bernard Benast – du gymnase de la Cité à Lausanne où il exerçait qui, hanté par le goût de la mort et les romans de l'auteur, s'était jeté du pont Bessières quelques années auparavant sans que ce dernier ne réussisse à le détourner de sa navrante mélancolie. Si Blandine, sa jeune compagne au goût de miel, peut encore lui apporter un réconfort certain, les remords, l'âge et la proximité de la fin vers laquelle le narrateur s'achemine sont les seules questions qui l'habitent.